# Isabelle Mabboux
Isabelle Mabboux (5 maart 1992) is een Franse zwemster.

## Carrière
Bij haar internationale debuut, op de wereldkampioenschappen zwemmen 2013 in Barcelona, zwom Mabboux samen met Charlotte Bonnet, Mylène Lazare en Coralie Balmy in de series van de 4x200 meter vrije slag. In de finale veroverden Bonnet, Lazare en Balmy samen met Camille Muffat de bronzen medaille, voor haar aandeel in de series werd Mabboux beloond met eveneens de bronzen medaille.

## Internationale toernooien
| Jaar | Olympische Spelen | WK langebaan                                     | WK kortebaan | EK langebaan | EK kortebaan   |
| ---- | ----------------- | ------------------------------------------------ | ------------ | ------------ | -------------- |
| 2013 |                   | 4x200m vrije slag · Mabboux zwom enkel de series |              |              | 12-15 december |

## Persoonlijke records
Bijgewerkt tot en met 14 april 2013
Kortebaan
| Afstand         | Tijd    | Datum            | Plaats |
| --------------- | ------- | ---------------- | ------ |
| 400m vrije slag | 4.09,03 | 17 november 2012 | Angers |
| 800m vrije slag | 8.37,67 | 16 november 2012 | Angers |
| 400m wisselslag | 4.41,08 | 18 november 2012 | Angers |

Langebaan
| Afstand         | Tijd    | Datum         | Plaats |
| --------------- | ------- | ------------- | ------ |
| 200m vrije slag | 1.59,32 | 14 april 2013 | Rennes |
| 400m vrije slag | 4.14,48 | 9 april 2013  | Rennes |
| 800m vrije slag | 8.51,73 | 3 juni 2012   | Porto  |
| 400m wisselslag | 4.48,79 | 4 maart 2012  | Nîmes  |